# Yamada-kun to nana-nin no Majo
Yamada-kun to nana-nin no Majo (山田くんと7人の魔女 n.đ.: Yamada và 7 nữ phù thủy), gọi tắt là Yamajo (やまじょ), là một bộ manga được sáng tác bởi Yoshikawa Miki, xuất bản lần đầu 22 tháng 2 năm 2012 tới 22 tháng 2 năm 2017 bởi tạp chí Weekly Shonen. Bộ truyện đã được phát hành tại Trung Quốc bởi nhà xuất bản Đông Lập. Phát hành và phát sóng bởi Fuji TV ngày 10 tháng 8 năm 2013. Vào ngày 26 tháng 10 năm 2013, Crunchyroll đã tuyên bố hợp tác với Kodansha, họ phân phối các chương trình dạng kỹ thuật số tới 170 quốc gia. Bộ truyện đã được Kodansha Comics USA phát hành ở Bắc Mỹ, họ bắt đầu phát hành bộ truyện vào năm 2015. Bộ truyện đã kết thúc vào tháng 2 năm 2017 với 28 tập.
Một bộ phim truyền hình chuyển thể dài 8 tập đã được phát sóng trên Fuji TV từ tháng 8 đến tháng 9 năm 2013. Một bộ anime truyền hình dài 12 tập do Liden Films chuyển thể được phát sóng từ tháng 4 đến tháng 6 năm 2015.

## Nội dung
Yamada Ryū được biết đến là học sinh cá biệt trong trường; cậu cảm thấy chán nản sau một thời gian học tại trường. Một ngày nọ, cậu vô tình ngã khi đang đi trên cầu thang với Shiraishi Urara, học sinh đứng nhất trường. Yamada tỉnh dậy thì nhận ra mình đã hoán đổi thân xác với cô. Cả hai cố gắng làm như vậy để có thể quay về thân xác cũ và phát hiện ra khi họ hôn nhau họ sẽ hoán đổi cơ thể. Theo đề xuất của phó chủ tịch hội học sinh Miyamura Toranosuke, họ tái khởi động câu lạc bộ Nghiên cứu Siêu Nhiên. Người ám ảnh bởi câu lạc bộ siêu nhiên là Itō Miyabi sớm tham gia câu lạc bộ. Câu lạc bộ đã gặp những "phù thủy" khác với sức mạnh riêng biệt thường được bắt đầu bằng nụ hôn. Một học sinh trao đổi, Tsubaki Kentarō, trở thành một thành viên của câu lạc bộ sau khi gần như gây ra hỏa hoạn tại khu nhà cũ. Khi phát hiện ra danh tính của phù thủy thứ bảy, Yamada chấp nhận sẽ bị xóa kí ức của mình về những phù thủy. Nhưng bất ngờ không phải Yamada mà là các phù thủy và các học sinh biết về phù thủy bị xóa kí ức về cậu, bao gồm những người bạn trong câu lạc bộ và cả Shiraishi khi mà tình cảm hai người đang lớn dần. Không thể chấp nhận điều này, Yamada cố gắng tìm cách khôi phục lại ký ức cho mọi người, trong khi hội học sinh đang cố gắng cản trở cậu. Yamada nhận ra cách khôi phục lại ký ức của mọi người bằng nụ hôn, và tập hợp bảy phù thủy vào một buổi lễ nơi mà cậu ước sức mạnh của tất cả phù thủy sẽ biến mất. Yamada sau đó tỏ tình lại với Shiraishi và họ trở thành một cặp.
Sau đó, Miyamura lên chức hội trưởng, Yamada được chiêu mộ vào hội học sinh mới, nơi cậu biết rằng mình vẫn có thể sao chép sức mạnh phù thủy, khi họ nhận ra có nhiều phù thủy mới xuất hiện. Mặc dù hội học sinh đã cố gắng bảo vệ nhau khỏi sức mạnh của họ trong khi khám phá và đàm phán với các phù thủy này, họ thấy mình phải đối mặt với sự phản đối từ các học sinh được kiểm soát bởi câu lạc bộ cờ vua Nhật Bản, trong đó có các nam sinh với nhiều loại sức mạnh phù thủy mới. Trong quá trình thâm nhập vào câu lạc bộ cờ shogi Nhật Bản, Yamada được biết về một phù thủy đã từng kết nối với quá khứ của mình. Cậu hợp tác với đối thủ-người bạn thơ ấu Igarashi Ushio nơi cậu mong muốn mình nhớ lại những kỉ niệm; đổi lại, Igarashi sẽ có sức mạnh của phù thủy thứ bảy Nancy. Khi câu lạc bộ cờ vua Nhật Bản tiếp tục vận động chiến dịch, Yamada sử dụng sức mạnh của phù thủy thứ bảy được mình sao chép để xóa các sự kiện gần đây, nhưng Igarashi đã dùng bạo lực đánh bại Yamada và cả hai đều bị lãng quên bởi các học sinh.
Yamada trở lại câu lạc bộ Nghiên cứu siêu nhiên vì trường phải giải quyết các phù thủy mới sau năm học mới. Cậu cũng nhớ ra được rằng có những khoảng trống trong ký ức của cậu và bạn học của mình về những gì đã xảy ra vào cuối năm học đầu tiên, kể cả người mà cậu đã hẹn hò vào thời đó. Yamada cố gắng tìm hiểu sự thật về những gì đã xảy ra. Cuối cùng cậu tập hợp các nam phù thủy để tổ chức buổi lễ khôi phục lại kí ức của mọi người. Trong thời gian sắp tốt nghiệp cao trung, cậu cố gắng chăm học hơn để có thể vào trường đại học có điểm vào cao vì muốn cùng học với Shiraishi. Tuy nhiên, từ khi Shiraishi đột nhiên biến mất khỏi cuộc sống của cậu ấy cùng với sức mạnh phù thủy và những kí ức của người khác về mình, Yamada phát hiện ra cô là phù thủy gốc (người đầu tiên có năng lực), khi cô rời trường thì mọi phù thủy sẽ mất hết năng lực và trở thành người thường. Shiraishi đã đồng ý nhận năng lực phù thủy để có thể gần gũi với Yamada, nhưng với điều kiện là những kí ức của mình về cậu ấy sẽ bị xóa một lần nữa khi cô rời khỏi trường. Tuy nhiên, khi cô trở lại vào ngày tốt nghiệp, Yamada đã tìm ra cách để giúp cô nhớ lại.
Mười năm sau, Yamada đã trở thành một doanh nhân thành đạt, người được các đồng nghiệp của mình quan tâm, vẫn giữ liên lạc với bạn học thời cao trung, nhưng cậu vẫn chưa dám ngỏ lời cầu hôn Shiraishi chỉ vì xấu hổ về việc cô thu nhập cao hơn cậu. Hội con trai nhậu với nhau, đang luyện cho Yamada tập ngỏ lời cầu hôn thì Shiraishi bất ngờ đến. Hai người làm đám cưới vài năm sau, họ kể lại câu chuyện thời cao trung của mình với hai đứa con.

## Phát triển
Tác phẩm trước đây của tác giả manga Miki Yoshikawa, Đầu gấu và Bốn mắt (Yankee-kun to Megane-chan) được đăng trên Tạp chí Weekly Shōnen của Kodansha từ năm 2006–2011, với tổng cộng 211 chương. Biên tập viên của cô gợi ý cho dự án tiếp theo của cô rằng cô nên viết một one-shot cho Tạp chí Bessatsu Shōnen. Cô đã phát triển hai câu chuyện: một câu chuyện nguyên mẫu cho Yamada-kun và Lớp học của quỷ. Câu chuyện thứ hai ban đầu được chọn nhưng trở nên khó thực hiện vì nhân vật chính là một nữ sinh tiểu học. Câu chuyện nguyên mẫu về Yamada cuối cùng đã trở thành chương đầu tiên của Yamada-kun.
Trong cuộc phỏng vấn với Natalie, Yoshikawa nói rằng cô đã nghĩ đến ý tưởng hoán đổi cơ thể vào thời Yankee-kun và đã nghiên cứu một số sách y khoa về sự khác biệt giữa nam và nữ, cả về thể chất và tình cảm, nhưng nhìn chung cô ấy đã thực hiện nó vì cô thích. "Điều đó chợt đến với tôi, nhưng tôi đang tự hỏi một chàng trai thấy mình trong cơ thể một cô gái sẽ phản ứng thế nào và ngược lại".  Cô ấy coi một nhân vật bị hoán đổi thân xác như một nhân vật hoàn toàn khác. Tại Anime Expo 2015, cô ấy nói rằng ban đầu mình nghĩ đến việc hoán đổi giới tính trước tiên nhưng sau đó đã bác bỏ điều đó vì cho rằng đó là một sức mạnh ma thuật tiềm tàng.
Khi được lưu ý rằng các nhân vật chính trong cả hai tác phẩm của cô đều là du côn, Yoshikawa trả lời rằng những kiểu nhân vật đó đến với cô một cách dễ dàng vì cô lớn lên ở vùng hạ lưu của Tokyo. Các nhân vật và tên của họ không dựa trên bạn bè của cô để họ có thể hành động điên rồ. Tại Anime Expo 2015, cô nói rằng các nhân vật phản ánh những khía cạnh khác nhau của bản thân cô. Cô ấy cũng nói rằng các nhân vật Yamada-kun học ở một trường khác với những trường trong Yankee-kun nhưng họ sống ở những khu lân cận.
Về phần vẽ, cô ấy cố gắng thay đổi từng nụ hôn, nhưng chủ yếu sử dụng góc bên để đảm bảo nó thành công. Liên quan đến nụ hôn giữa các thành viên cùng giới tính, cô ấy trả lời rằng điều đó không nhằm mục đích nhắm đến bất kỳ đối tượng nhân khẩu học cụ thể nào mà chỉ là "một kết quả tất yếu". Vào thời điểm Anime Expo, cô cho biết mình có năm trợ lý. Cô vẽ bằng tay với màu đen trắng và sử dụng máy tính để tô màu. Cô dành khoảng một nửa thời gian cho câu chuyện và nửa còn lại cho việc vẽ thực tế.

## Truyền thông

### Manga
Yamada và 7 nữ phù thủy do Yoshikawa Miki sáng tác và minh họa, sau đăng tuần tự trên tạp chí Weekly Shōnen Magazine của nhà xuất bản Kodansha. Chương đầu tiên của bộ truyện xuất bản vào số 12 của tạp chí vào ngày 22 tháng 2 năm 2012. Bộ truyện gồm 28 tập tankōbon, với tập đầu tiên phát hành vào 15 tháng 6 năm 2012 và tập cuối vào 27 tháng 4 năm 2017. Ngày 26 tháng 10 năm 2013, Crunchyroll bắt tay đối tác với Kodansha để phân phối các chương truyện khắp 170 quốc gia trên dịch vụ Crunchyroll Manga. Kodansha USA mua bản quyền phát hành bộ truyện tại Bắc Mỹ vào năm 2015. Tháng 7 năm 2015, Yoshikawa tham dự Anime Expo với tư cách là khách mời để quảng bá cho manga của bà. Tháng 1 năm 2017, Weekly Shonen Magazine cho biết bộ truyện sắp đi đến hồi kết vào 22 tháng 2 sau đúng 5 năm sáng tác.

### Live-action drama
Một bộ live action chuyển thể từ anime được phát sóng vào tháng 8 năm 2013 trên kênh Fuji TV. Với Yamamoto Yosuke trong vai Yamada Ryū và Nishiuchi Mariya trong vai Shiraishi Urara. Bài hát chủ đề là"Time Machine Nante Iranai". Điểm trung bình cho cả phim là 6.3%.
| Số tập | Tên                                            | Đạo diễn          | Ngày phát sóng      | Điểm đánh giá |
| ------ | ---------------------------------------------- | ----------------- | ------------------- | ------------- |
| 1      | "Turnover" "Irekawari" (イレカワリ)            | Hoshi Mamoru      | 10 tháng 8 năm 2013 | 6.9%          |
| 2      | "Tricot" "Toriko" (トリコ)                     | Hoshi Mamoru      | 17 tháng 8 năm 2013 | 7.3%          |
| 3      | "Telepathy" "Terepashī" (テレパシー)           | Takamaru Matasaka | 24 tháng 8 năm 2013 | 5.2%          |
| 4      | "Trauma" "Torauma" (トラウマ)                  | Hoshi Mamoru      | 31 tháng 8 năm 2013 | 5.7%          |
| 5      | "Miraitoushi" (ミライトウシ)                   | Takamaru Masataka | 7 tháng 9 năm 2013  | 6.9%.         |
| 6      | "Invisible Man" "Tōmei ningen" (トウメイ人間)  | Hoshi Mamoru      | 14 tháng 9 năm 2013 | 6.3%          |
| 7      | "Memory Operation" "Kiokusousa" (キオクソウサ) | Takamaru Masataka | 21 tháng 9 năm 2013 | 6.6%          |
| 8      | "Witch sealed" "Majo fūin" (魔女封印)          | Hoshi Mamoru      | 28 tháng 9 năm 2013 | 5.5%          |

#### Diễn viên
- Yamamoto Yusuke - Yamada Ryu
- Nishiuchi Mariya - Shiraishi Urara
- Triendl Reina - Ito Miyabi
- Ide Takuya - Miyamura Toranosuke
- Ono Ito - Odagiri Nene
- Mamiya Shotaro - Igarashi Ushio
- Kobayashi Ryoko - Asuka Mikoto
- Miyama Karen - Otsuka Karen
- Kojima Fujiko - Sarushima Maria
- Matsui Airi - Takigawa Noa
- Tokuyama Hidenori - Yamazaki Haruma
- Nagae Yuuki - Inose Jun

### Anime
Vào tháng 6 năm 2014, Liden Films cho biết sẽ sản xuất một"original anime DVD"(OAD). Tháng 11 cùng năm, Liden Films lên kế hoạch sản xuất anime truyền hình cho bộ truyện, các diễn viên lồng tiếng từ dự án OAD trở về tham gia. Đạo diễn bởi Takuno Tomoki với trợ lý đạo diễn là Usui Fumiaki, Yokote Michiko soạn phần kịch bản trong khi thiết kế nhân vật là Iida Eriko và Yokoyama Masaru soạn phần nhạc. Cuối cùng vào 12 tháng 4 năm 2015, anime chính thức được phát sóng truyền hình Nhật Bản cho đến 28 tháng 6 cùng năm. Ca khúc mở đầu "Kuchizuke Diamond" (くちづけDiamond) do WEAVER thực hiện và bài hát kết thúc"CANDY MAGIC"bởi Mimi Meme Mimi.

#### OAD
| STT   | Tên | Ngày phát sóng       |
| ----- | --- | -------------------- |
| OAD–1 | "Second Coming of the Suzaku Fest: A Hot Springs Resort! Everyone Gather Up!" "Mō hitotsu no Suzaku-sai onsen gasshukuda yo! ? Zen'in shūgō!" (もうひとつの朱雀祭 温泉合宿だよ!? 全員集合ッ!) | 17 tháng 12 năm 2014 |
| OAD–2 | "Another of the Suzaku Festival: Sing! Dance! Supernatural Studies Club!" "Mō hitotsu no Suzaku-sai utae! Odore! Chōjō genshō kenkyū-bu!" (もうひとつの朱雀祭 歌え！踊れ！超常現象研究部！)   | 15 tháng 5 năm 2015  |

#### Truyền hình
| STT | Tên | Ngày phát sóng      |
| --- | --- | ------------------- |
| 1   | "Chẳng phải mình bị biến thành cô ấy ààà!" "Aitsu ni natten janee kaaa!" (アイツになってんじゃねーかぁぁッ!) | 12 tháng 4 năm 2015 |
| 2   | "Hôn tớ đi" "Ore to kisu-shina" (俺とキスしな)                                                               | 19 tháng 4 năm 2015 |
| 3   | "Cậu chấp nhận chứ? Hay là không chấp nhận?" "Ukeru? Sore to mo ukenai?" (受ける？それとも受けない？)        | 26 tháng 4 năm 2015 |
| 4   | "Có vẻ như tớ thích Yamada rồi!" "Yamada no koto ga suki ni natta mitai!" (山田のことが好きになったみたい！) | 3 tháng 5 năm 2015  |
| 5   | "Cậu không thể hôn cô ấy à?" "Kisu-shicha dame yo?" (キスしちゃダメよ？)                                     | 10 tháng 5 năm 2015 |
| 6   | "Trả lời đi!" "Ōtō seyo !" (応答せよっ！)                                                                    | 17 tháng 5 năm 2015 |
| 7   | "Chỉ có Tempura thì dừng lại cho tôi!" "Tenpura dake wa yamete kure!" (天ぷらだけはやめてくれぇ！)           | 24 tháng 5 năm 2015 |
| 8   | "Cậu thật siêu phiền hà đó" "Chō uzain dakedo" (超ウザイんだけど)                                            | 31 tháng 5 năm 2015 |
| 9   | "Nhất định phải thay đổi tương lai" "Kanarazu mirai wo kaete" (必ず未来を変えて)                             | 7 tháng 6 năm 2015  |
| 10  | "Hãy hẹn hò với tớ" "Ore to tsukiatte kudasai" (俺と付き合ってください)                                      | 14 tháng 6 năm 2015 |
| 11  | "Cậu đã làm gì với Shiraishi" "Anata wa Shiraishi de nani o shimashita" (あなたは白石で何をしました)         | 21 tháng 6 năm 2015 |
| 12  | "Tớ thích Shiraishi!" "Ore wa Shiraishi ga sukida!" (俺は白石が好きだ！)                                     | 28 tháng 6 năm 2015 |

## Tiếp nhận
Đến tháng 2 năm 2017, manga đã bán được hơn 3,85 triệu bản tại Nhật Bản.